# Iglesia de la Exaltación de la Santa Cruz (Kazán)
La Iglesia de la Exaltación de la Santa Cruz (en ruso: Храм Воздвижения Святого Креста) es una iglesia católica en Kazán, en el decanato de Bashkortostán, Tatarstán en Rusia, dependiente de la Diócesis de Saratov .
Los Católicos que llegaron a Kazán en el siglo XVIII eran en su mayoría de origen alemán. En 1835 se funda la primera parroquia, servida por sacerdotes polacos. Los fieles se reunieron originalmente en casas particulares o capillas temporales. La población católica, en su mayoría de origen polaco, estaba en constante aumento, y se dio el permiso para construir una iglesia en 1855, a condición de que la iglesia no se destacara entre los edificios circundantes y no tuviese un marcado carácter arquitectónico católico.